# Betarmonides
Betarmonides là một chi bọ cánh cứng trong họ 
Elateridae.
Chi này được miêu tả khoa học năm 1906 bởi Schwarz.

## Các loài
Các loài trong chi này gồm:
- Betarmonides flavipilus (Broun, 1893)
- Betarmonides frontalis (Sharp, 1877)
- Betarmonides gracilipes (Sharp, 1877)
- Betarmonides laetus (Sharp, 1877)
- Betarmonides obscurus (Sharp, 1877)
- Betarmonides sharpi (Candèze, 1882)